# Cienkodziobek złotobrzuchy
Cienkodziobek złotobrzuchy, barwniczek złotobrzuchy (Poecilotriccus luluae) – gatunek małego ptaka z rodziny muchotyranikowatych (Pipromorphidae). Występuje endemicznie w północnym Peru, we wschodniej części Andów. Monotypowy. Długość ciała około 10 cm. Został naukowo opisany w 2001 roku.
Środowisko
Jego naturalnym środowiskiem są subtropikalne i tropikalne wilgotne lasy wysokogórskie, najczęściej występuje w zaroślach bambusowych lub w ich pobliżu. Spotykany w przedziale wysokości 1800–2900 m n.p.m.
Status
IUCN po raz pierwszy sklasyfikowała cienkodziobka złotobrzuchego w 2004 roku, nadając mu status gatunku narażonego (VU – Vulnerable). Od 2012 roku uznawała go za gatunek zagrożony (EN – Endangered), ale w 2024 roku sklasyfikowała go jako gatunek najmniejszej troski (LC – Least Concern). Liczebność populacji wstępnie szacuje się na 2500–9999 dorosłych osobników. Trend liczebności populacji uznawany jest za prawdopodobnie stabilny. Lasy w obrębie zasięgu występowania gatunku są na niewielką skalę wycinane dla drewna i na potrzeby rolnictwa, gatunek toleruje jednak lasy wtórne i zaburzone przez działalność człowieka, obrzeża lasów i zarośla, nie stanowi to więc dla niego dużego zagrożenia.